# 克里米亞的去韃靼化
克里米亞去韃靼化，也被稱爲克里米亞俄羅斯化（俄语：Русификация Крыма），是指俄帝國和蘇聯在克里米亞半島上，消除克里米亞韃靼人存在痕跡的政策。去韃靼化在歷史上以各種方式表現出來，包括於1944年全面驅逐並流放克里米亞韃靼人、焚燒1920年代出版的克里米亞韃靼語書籍、為韃靼語的地名更名等。
俄羅斯從18世紀未俄羅斯帝國併吞克里米亞後一直實施俄羅斯化政策，但到1944年才正式全面落實。

## 事件

### 地名更改
克里米亞絕大多數帶有克里米亞韃靼語名字的地區、村莊和地理特徵在克里米亞韃靼人被驅逐出境后不久，根據克里米亞地區委員會的一項法令，被賦予了斯拉夫名稱。克里米亞的大多數地方仍然帶有1940年代為消除克里米亞韃靼人存在的痕跡而強加的名稱，而不少都是重複的。只有很少地方保留了韃靼語的名字，包括巴赫奇薩賴，占科伊，伊申，阿盧什塔，阿盧普卡和薩基等。

### 政治宣傳
克里米亞的蘇聯黨官員，以政治宣傳向克里米亞的斯拉夫人口灌輸反韃靼情緒，將克里米亞韃靼人描繪成“叛徒”，“資產階級”或“反革命分子”，並錯誤地暗示他們是“蒙古人”，與克里米亞半島沒有歷史聯繫。

### 阿梅特汗機場
俄方試圖紀念蘇聯空軍英雄阿梅特汗‧蘇丹為達吉斯坦人，而非實際上的克里米亞韃靼人，令韃靼人不滿。雖然他從來都自認為韃靼人，但卻以他的名字命名了位於達吉斯坦共和國的烏伊塔什機場。而辛菲羅波爾國際機場，克里米亞的主要機場，則以俄國畫家伊凡·艾瓦佐夫斯基來命名，漠視了韃靼人對此決定的反對聲音。